# Forseti (gruppo musicale)
Forseti è stata una one-man band tedesca dark folk fondata da Andreas Ritter di Jena che per la registrazione di album e per esibizioni live si avvaleva della collaborazione anche di altri musicisti . Il nome della band trae ispirazione dal dio della mitologia norrena Forseti. La band fu fondata da Andreas nel 1997, quando acquistò la sua prima chitarra acustica (sebbene avesse già fatto musica precedentemente) e rilasciò queste dichiarazioni:
La band cessa ogni attività quando, nel maggio 2005, Andreas subisce un ictus che gli causa la perdita della memoria e la capacità di suonare la chitarra.
Nel 2006 diversi artisti coi quali Andreas aveva tempo addietro collaborato si riuniscono per realizzare la compilation intitolata Forseti Lebt! (Forseti vive!), i cui proventi andranno a sostenere le cure per Andreas. Parteciperanno alla compilation: Sonne Hagal, Sonnentau, B'eirth (In Gowan Ring), :Of the Wand and the Moon:, Death in June, Waldteufel, Lux Interna, Northman, Fire + Ice, Darkwood e i Primus Inter Pares. In alcuni brani la fisarmonica è suonata dallo stesso Andreas .

## Discografia

### Album ed EP
- Jenzig (10", 1999)
- Windzeit (CD/Box, 2002)
- Erde 	(CD, 2004)

### Compilation
- Das Graue Corps (10", 1999)
- Der Tod Im Juni (CD5", 1999)
- From Nowhere To Nothing (LP, 2000)
- Lichttaufe - Der Folklore Liedschatz (CD, 2000)
- Thaglasz 6 (CD + 8", 2000)
- The Pact: ...Of The Gods (CD, 2000)
- Le Jardin Des Supplices: Eros & Thanatos (CD, 2001)
- Songs For Landeric (2xCD, 2002)
- Tempus Arborum 	(CD, 2002)
- Eisiges Licht 	(CD, 2003)
- Flammenzauber III: Tonwerk Zum Festival (CD, 2003)
- Eichendorff - Liedersammlung (CD, 2005)
- Looking For Europe (4xCD, 2005)